# Byczyn
Byczyn (biał. Бычын; ros. Бычин, Byczin) – wieś na Białorusi, w obwodzie mińskim, w rejonie berezyńskim, w sielsowiecie Bahuszewiczy. W 2009 roku liczyła 51 mieszkańców.